# 1980年レークプラシッドオリンピックのフィンランド選手団
1980年レークプラシッドオリンピックのフィンランド選手団（1980ねんレークプラシッドオリンピックのフィンランドせんしゅだん）は、1980年2月13日から2月24日まで、アメリカ合衆国ニューヨーク州のレークプラシッドで開催された1980年レークプラシッドオリンピックのフィンランド選手団、およびその競技結果。

## 概要
今大会は金メダル1個、銀メダル5個、銅メダル3個、合計9個のメダルを獲得した。

## メダル
| メダル | 選手名                                                                              | 競技                   | 種目             |
| ------ | ----------------------------------------------------------------------------------- | ---------------------- | ---------------- |
| 金     | ユーコ・トルマネン                                                                  | スキージャンプ         | 男子90m級        |
| 銀     | ヒルッカ・リーヒブオリ                                                              | クロスカントリースキー | 女子5km          |
| 銀     | ヒルッカ・リーヒブオリ                                                              | クロスカントリースキー | 女子10km         |
| 銀     | ユハ・ミエト                                                                        | クロスカントリースキー | 男子15km         |
| 銀     | ユハ・ミエト                                                                        | クロスカントリースキー | 男子50km         |
| 銀     | ユーコ・カルヤライネン                                                              | ノルディック複合       | 男子個人         |
| 銅     | ハッリ・キルヴェスニエミ ペンティ・テウラヤルヴィ マッティ・ピトカネン ユハ・ミエト | クロスカントリースキー | 男子4×10kmリレー |
| 銅     | ヘレナ・タカロ                                                                      | クロスカントリースキー | 女子10km         |
| 銅     | ヤリ・プイッコネン                                                                  | スキージャンプ         | 男子90m級        |